# Renate Dorrestein
Renate Dorrestein (Ámsterdam, 25 de febrero de 1954-Aerdenhout, Holanda Septentrional; 4 de mayo de 2018) fue una escritora, periodista y feminista neerlandesa. 
Considerada una de las figuras más importantes de la literatura neerlandesa de su época, fue una prolífica escritora ganadora del premio Annie Romein por su obra completa en 1993. El suicidio de su hermana, cuando ella tenía 27 años, marcó profundamente su vida, dotándola de una capacidad de análisis de las dinámicas personales y del funcionamiento del sentimiento de culpa que puede apreciarse en su obra y que de hecho constituye su trasfondo narrativo. Empezó su carrera trabajando como periodista en la revista Panorama, e irrumpió en la escena literaria con Buitenstaanders (1983).